# Apantesis incompleta
Apantesis incompleta är en fjärilsart som beskrevs av Butler 1881. Apantesis incompleta ingår i släktet Apantesis och familjen björnspinnare. Inga underarter finns listade i Catalogue of Life.